# Ginnastica ai XV Giochi dei piccoli stati d'Europa
Le gare di ginnastica artistica ai XV Giochi dei piccoli stati d'Europa si sono svolte dal 28 al 30 maggio 2013.

## Calendario
| Uomini |   | 1 |   | 6  |   |   | 7  |
| Donne  |   | 1 |   | 4  |   |   | 5  |
| Totale | 0 | 2 | 0 | 10 | 0 | 0 | 12 |

## Medagliere
| #      | Nazione     | Oro | Argento | Bronzo | Totale |
| ------ | ----------- | --- | ------- | ------ | ------ |
| 1      | Lussemburgo | 4   | 6       | 2      | 12     |
| 2      | Islanda     | 4   | 0       | 7      | 11     |
| 3      | Monaco      | 3   | 2       | 1      | 6      |
| 4      | Cipro       | 1   | 3       | 3      | 7      |
| 5      | Malta       | 0   | 1       | 0      | 1      |
| Totale | Totale      | 12  | 12      | 13     | 37     |

## Podi

### Uomini
| Evento               | Oro                                                                                 | Punti   | Argento                                                                                                  | Punti   | Bronzo | Punti   |
| Concorso a squadre   | Monaco Julien Gobaux Kévin Crovetto Frédéric Unternaehr Benjamin Niel Lilian Piotte | 233,495 | Cipro Xenios Papaevripidou Panagiotis Aristotelous Michalis Krasias Georgios Spanos Herodotos Giorgallas | 230,761 | Islanda Ólafur Gardar Gunnarsson Robert Kristmannsson Valgard Reinhardsson Jón Sigurdur Gunnarsson Pálmi Rafn Steindorsson | 227,661 |
| Parallele            | Julien Gobaux                                                                       | 13,800  | Sascha Palgen                                                                                            | 13,750  | Vladimir Klimenko | 13,650  |
| Corpo libero         | Sascha Palgen                                                                       | 14,500  | Vladimir Klimenko                                                                                        | 14,100  | Robert Kristmannsson | 13,400  |
| Sbarra               | Vladimir Klimenko                                                                   | 14,150  | Julien Gobaux                                                                                            | 13,850  | Panagiotis Aristotelous | 13,500  |
| Cavallo con maniglie | Vladimir Klimenko                                                                   | 13,450  | Julien Gobaux                                                                                            | 13,150  | Ólafur Gardar Gunnarsson                                                                                                   | 12,550  |
| Anelli               | Herodotos Giorgallas                                                                | 14,750  | Sascha Palgen                                                                                            | 14,400  | Georgios Spanos | 14,100  |
| Volteggio            | Julien Gobaux                                                                       | 14,050  | Vladimir Klimenko                                                                                        | 13,525  | Kévin Crovetto | 13,475  |

### Donne
| Evento                 | Oro | Punti   | Argento                                                                        | Punti   | Bronzo                                                                                         | Punti   |
| Concorso a squadre     | Islanda Dominiqua Belanyi Thelma Rut Hermannsdóttir Norma Dögg Róbertsdóttir Hildur Ólafsdóttir Johanna Rakel Jónasdóttir | 143,500 | Lussemburgo Aline Bernar Cindy Staar Lisa Pastoret Maite Baum Christelle Timis | 138,550 | Cipro Lefki Louka Rafaella Zannettou Anastasia Theocharous Coral Lee Dimitriadou Eleni Eliades | 135,950 |
| Parallele asimmetriche | Dominiqua Belanyi | 12,300  | Christelle Timis                                                               | 10,650  | Thelma Rut Hermannsdóttir                                                                      | 10,110  |
| Trave                  | Aline Bernar | 12,600  | Suzanne Buttigieg                                                              | 12,100  | Norma Dögg Róbertsdóttir Dominiqua Belanyi                                                     | 12,000  |
| Corpo libero           | Dominiqua Belanyi | 12,250  | Lefki Louka                                                                    | 12,150  | Aline Bernar                                                                                   | 12,050  |
| Volteggio              | Norma Dögg Róbertsdóttir                                                                                                  | 13,625  | Rafaella Zannettou                                                             | 13,225  | Hildur Ólafsdóttir                                                                             | 13,125  |